# 小県真樹
小県 真樹（おがた まさき、1964年9月7日 - ）は、囲碁のプロ棋士、九段。岐阜県出身。日本棋院中部総本部所属、院生師範。土田正光九段門下。

## 履歴
| 年   | 段   |
| ---- | ---- |
| 1980 | 入段 |
| 1981 | 二段 |
| 1981 | 三段 |
| 1982 | 四段 |
| 1984 | 五段 |
| 1985 | 六段 |
| 1988 | 七段 |
| 1991 | 八段 |
| 1993 | 九段 |

- 1983年 大手合第2部優勝。
- 1983年 棋道賞新人賞を受賞。（38勝8敗）
- 1984年 留園杯に優勝する
- 1988年 第29期王冠戦で優勝
- 1988年 棋道賞最多勝利賞を受賞。（39勝13敗）
- 1988年 第19回新鋭トーナメントで準優勝する
- 1991年 大手合第1部で全勝優勝する。
- 1991年 王冠4連覇を果たす。
- 1993年 第31期十段戦挑戦者決定戦に進出する。
- 1993年 第13回土川賞を受賞する。
- 1995年 棋道賞連勝記録賞を受賞する。（16連勝）
- 2004年 第30期名人リーグに入る
- 2008年 第34期名人リーグに入り、残留。
- 2023年 通算1000勝達成。

## タイトル・棋戦優勝歴
- 王冠戦 4期（第29〜32期）